# Верхний Бурлук
Верхний Бурлук (каз. Жоғарғы Бұрлық) — село в Айыртауском районе Северо-Казахстанской области Казахстана. Входит в состав Имантауского сельского округа. Код КАТО — 593243300.

## Население
В 1999 году население села составляло 453 человека (224 мужчины и 229 женщин). По данным переписи 2009 года, в селе проживало 357 человек (172 мужчины и 185 женщин).